# 小鲤鱼历险记
《小鲤鱼历险记》，2007年中国大陆由中国中央电视台（CCTV）出品，欧阳逸兵编剧，张族权、杨子岚执导，伍凤春、贾小军、高枫、张云龙、陈红配音的奇幻冒险电视动画片，共52集。

## 剧情
美丽的鲤鱼湖遭受了赖皮蛇的祸害，小鲤鱼泡泡被迫游出凄凉的家乡，寻找龙的力量。他先后结识了胆小的双面龟，傲气的阿酷，娇柔的小美美。在曲折的历程中，他们建立了真挚的情谊。赖皮蛇对敢于反抗的小鲤鱼泡泡极尽追杀之能事。泡泡和伙伴们历经了河湖、高山、大海的艰难征程，承受了种种诡谲的诱惑，悚人的恫吓，危难的考验……最后他们找齐了金、木、水、火、土五片鳞，借用龙鳞的力量飞跃了神奇的龙门，既战胜了邪恶，使作恶多端的赖皮蛇也受到了它应有的惩罚,又战胜了自我，恢复了美丽的鲤鱼湖……

## 配音
| 角色   | 演员   | 备注                                                                             |
| 泡泡   | 伍凤春 | 鲤鱼，能吐出泡泡，他单纯，热情，善良，富有家园意识和斗争精神。                   |
| 阿酷   | 李金燕 | 海马，阿酷给人的印象和他的名字一样，非常的“酷”。擅长魔术的魔术师。               |
| 双面龟 | 张云龙 | 乌龟，双面龟最大的特点就是胆小怕事，摇摆不定。                                   |
| 小美美 | 陈红   | 水母，小美美的特长是唱歌，希望成为一个小歌星。是个娇滴滴的小女生，喜欢依赖别人。 |
| 癞皮蛇 | 贾小军 | 蛇带着化身为龙的野心，后被小鲤鱼泡泡和它的伙伴除掉。                             |
| 肥鲶鱼 | 高峰   | 傻乎乎，赖皮蛇的手下干将。                                                       |

## 制作
该片的制作方是央视动画有限公司。
外语教学与研究出版社出资购买了该动画的图书版权，将出版图书。
与央视合作的CBM影视译制机构将该片翻译成阿拉伯语、俄语版本，先后在现中国国际电视台阿拉伯语频道和俄语频道播出。